# Tatabánya
Tatabánya es la mayor ciudad del condado de Komárom-Esztergom en Hungría.

## Geografía
La ciudad está situada a 60 km de Budapest, cerca de la frontera con Eslovaquia. Su población es de 70 003 habitantes y es el centro administrativo del condado. El topónimo local Tatabánya se pronuncia [ˈtɒtɒbaːɲɒ]. En alemán se la conoce como Totiserkolonie.

## Historia
Obtiene el nombre en 1950 por sus minas. El mineral más extraído en esas minas era el carbón. No tiene una historia rica porque la ciudad es joven, quizás es la ciudad más joven del condado. La ciudad progresó rápidamente hasta los años 1990, pero ahora es una ciudad-dormitorio.

## Equipamientos culturales

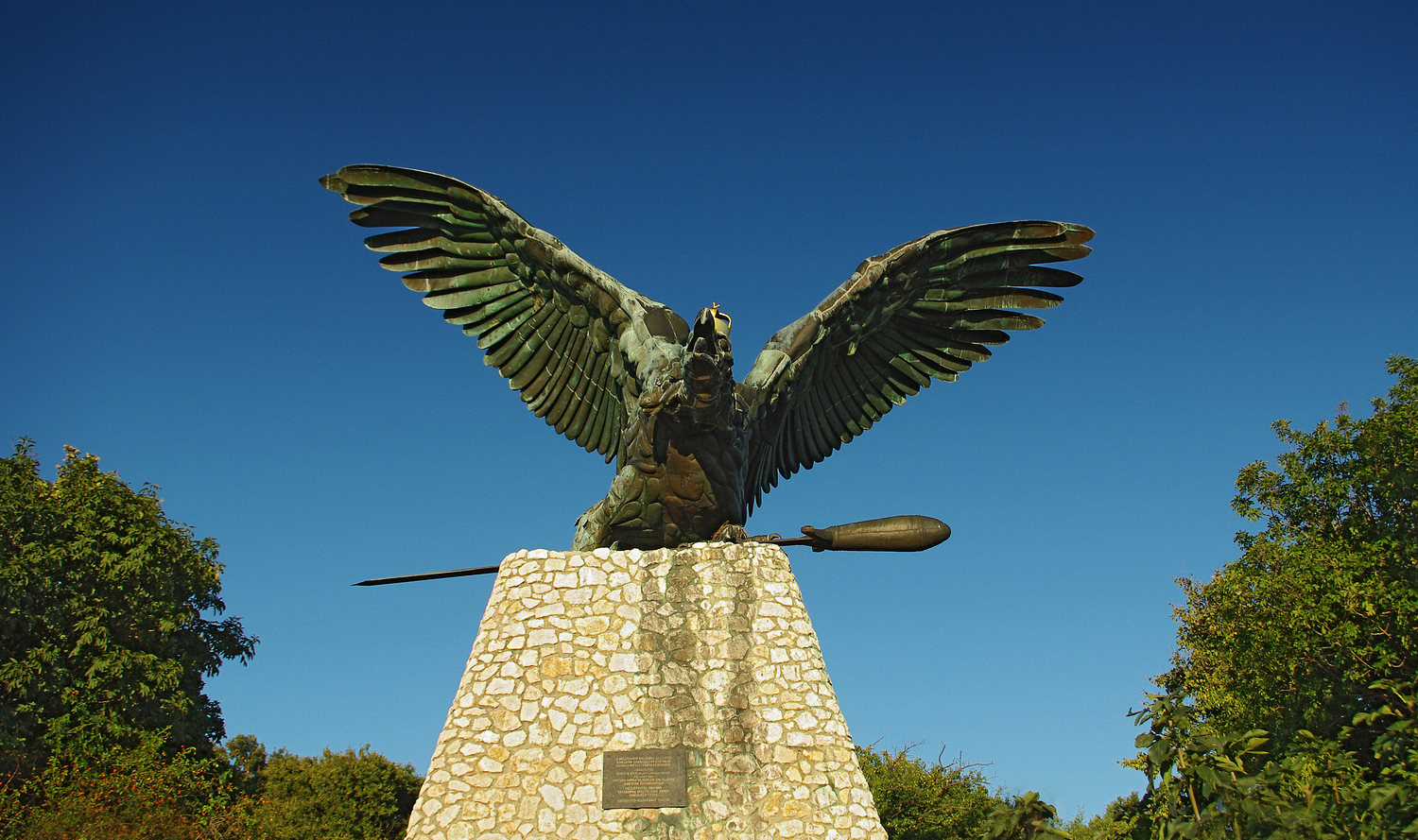
Escultura del Turul

La más importante institución cultural es el teatro Jászai Mari, pero en la ciudad hay muchas bibliotecas, museos, centros para jóvenes.
Es conocida también culturalmente por tener en lo alto de una pequeña montaña el Turul, ser mitológico que viene siendo un gran halcón de bronce de 15 metros de alto, que causa una impresionante estampa. En el lugar de la estatua, de las más grandes de Europa, se divisa la pequeña ciudad húngara.